# Хевеши, Дьёрдь де
Дьёрдь де Хе́веши (известен также как Георг Чарльз де Хевеши или Георг Карл фон Хевеши венг. Hevesy György, нем. Georg Karl von Hevesy; 1 августа 1885, Будапешт — 5 июля 1966, Фрайбург) — венгерский химик. Лауреат Нобелевской премии по химии (1943), один из открывателей гафния.
Почётный академик Венгерской академии наук, иностранный член Лондонского королевского общества (1939), член Германской академии естествоиспытателей «Леопольдина» (1960), Папской академии наук (1961).

## Биография
Родился в состоятельной еврейской семье, принявшей католицизм. В 1908 году окончил Будапештский университет.
Профессор университетов:
- Будапештский университет (1918)
- Копенгагенский университет (1920—1926, 1934—1943)
- Фрайбургский университет (1926—1934)
- Стокгольмский университет (1943)[8].

Во время Второй мировой войны состоял научным сотрудником Института Нильса Бора в Копенгагене. Когда германские войска в апреле 1940 года вошли в Данию и оккупировали столицу, де Хевеши растворил золотые нобелевские медали немецких физиков Макса фон Лауэ и Джеймса Франка в царской водке, чтобы спрятать их от оккупантов. Фон Лауэ и Франк находились в оппозиции к национал-социализму в Германии и доверили свои медали Нильсу Бору, чтобы предотвратить их конфискацию в Германии, где принятие и ношение нобелевской медали было запрещено после того, как противник национал-социализма Карл фон Осецкий в 1935 году получил Нобелевскую премию мира. После окончания войны де Хевеши выделил из раствора золото и передал его Шведской Королевской академии наук, которая изготовила для Лауэ и Франка новые медали.

## Первое использование радиоизотопов
В 1911 году молодой студент Хевеши, работавший в Манчестере с радиоактивными материалами, по причине бедности жил в общежитии. Со временем Хевеши начал подозревать, что в столовой общежития для приготовления еды использовали недоеденные остатки, порой довольно старые, судя по вкусу. Чтобы проверить свою гипотезу, он добавил к недоеденному блюду небольшое количество радиоактивных материалов. Через несколько дней, когда было выдано подобное блюдо, он взял образец и с помощью простого электроскопа подтвердил свои опасения — еда была радиоактивной. Эта занятная история часто используется как пример исследовательской натуры учёного, но Хевеши был занят и более серьёзными работами в этой сфере, применяя меченые атомы для изучения химических процессов.

## Основные работы
- 1913 — предложен метод изотопных индикаторов (меченых атомов), применение его для биологических исследований совместно с Фридрихом Панетом.
- 1922 — открытие гафния совместно с Дирком Костером
- 1936 — первое применение активационного анализа совместно с венгерским химиком Г. Леви[8].

## Признание заслуг

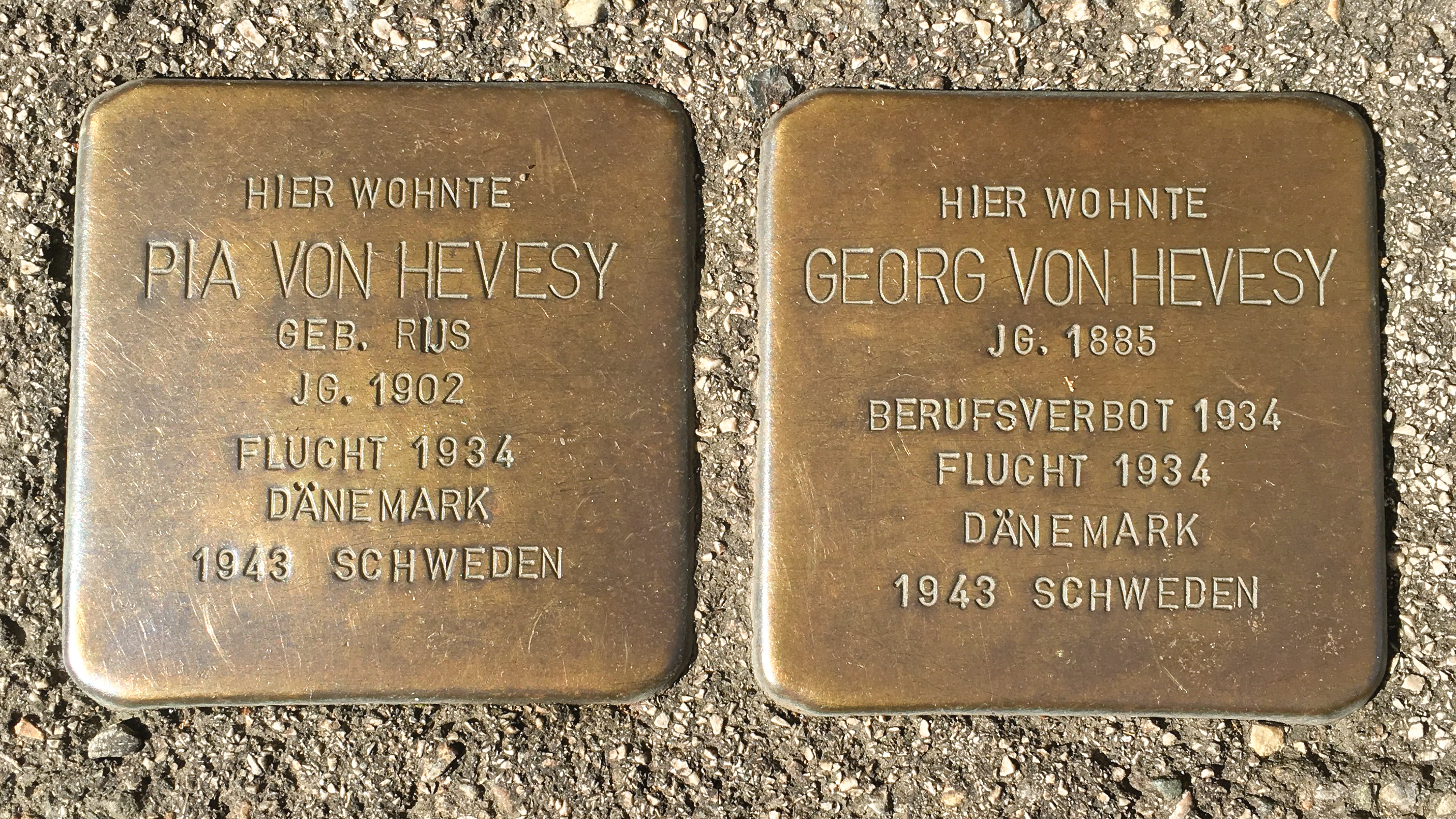
Камни преткновения Дьёрдя и Пии де Хевеши во Фрайбурге-им-Брайсгау

- Нобелевская премия по химии (1943) — «За работу по использованию изотопов в качестве меченых атомов при изучении химических процессов»
- Медаль Копли (1949)
- Фарадеевская лекция (1950)
- Медаль Котениуса (1959)
- Премия «За мирный атом» (1959).

## Память
В 2009 г. Международный астрономический союз присвоил имя Хевеши кратеру в области северного полюса Луны.

## Сочинения
- Adventures in radioisotope research. The collected papers, v. 1—2, Oxf., 1962
- в рус. пер. — Радиоактивные индикаторы, их применение в биохимии, нормальной физиологии и патологической физиологии человека и животных, М., 1950.